# Аларкон, Педро Антонио де
Пе́дро Анто́нио де Аларко́н и Ари́са (исп. Pedro Antonio de Alarcón y Ariza, 10 марта 1833 — 19 июля 1891) — испанский писатель и политик. Один из основоположников реализма в испанской литературе XIX века.

## Биография
Родился 10 марта 1833 года в Гвадиксе от благородных родителей, которые во время войны за независимость потеряли все состояние; предназначался к вступлению в духовное звание и воспитывался в семинарии своего родного города.
Он слушал также в течение короткого времени в Гранадском университете лекции юриспруденции и философии, но природная наклонность сделала его литератором и поэтом: в 1853 он покинул родителей ради журналистской работы в Кадисе, а когда в 1854 году вспыхнула революция, он отправился в Мадрид, где скоро приобрел известность и занял выдающееся положение в качестве предводителя антибурбонской демократической Colonia granadina.
В 1859 году он участвовал в африканском походе под начальством О’Доннелля, в 1863 году путешествовал по Италии и Франции, в 1864 году был депутатом от Гвадикса в кортесах, в 1868 году принимал участие в революции и в битве при Алколее.
В произведениях Аларкона отражаются душевная теплота, естественность и народный дух. Особенно удачны его юмористические и легкие сатирические стихотворения, а также прозаические вещи; почти все его произведения носят субъективный характер и являются в некотором роде автобиографиями.
До 1859 года Аларкон печатал в разных журналах и газетах лишь статьи политического и литературного содержания, из которых иные обратили на себя общее внимание.
«Diario de un testigo de la guerra de Africa» (Мадр., 1860, 2 изд., 8 т., 1880) — первая изданная им книга, имевшая большой успех, за которой последовали менее удачные описания путешествий «De Madrid à Nàpoles» (Мадр., 1861, 2 изд. 1878), «La Alpujarra» (Мадр., 1874, 2 изд. 1882), «Viajes por España» (Мадр., 1883).
Около того же времени вышел первый сборник его повестей и рассказов («Cantos, articulos y novelas», 4 т., 1859), который упрочил за ним славу одного из первых романистов Испании.
Как романист Аларкон соединяет в себе черты старых испанцев — богатое воображение, тонкую наблюдательность и юмор — с развитым умом и вкусом современного европейца. Лучшим его произведением считается роман «Треуголка» (El sombrero de très picos", 1874) — блестящая картинка провинциального быта, написанная с испанским колоритом.
Впоследствии Аларкон написал несколько больших романов, которые на родине его пользуются большим успехом, но вне Испании ставятся не очень высоко.
Таковы:
- «El Escàndalo» (Мадр., 1875; 10 изд. 1887) — религиозно-философский роман, сделавшийся предметом страстных нападок,
- «La pródiga» (Мадр., 1881),
- «El capitan Veneno» (Мадр., 1881);
- лучшим же из них считается «El niño de la bola» (Мадр., 1880).

Лирические его произведения собраны в книге «Poesias serias y humoristicas» (Мадр., 1870, 3 изд. 1885), Сборники его критических этюдов и остроумных фельетонов появились под заглавиями «Amores y amorios» (Мадр., 1875); «Cosas que fueron» (Мадр., 1871; 2 изд. 1882); «Novelas cortas» (2 изд., Мадр., 3 т., 1884 и сл.); «Juicios literanos y artisticos» (1883).
Для сцены Аларкон не писал с тех пор, как его первая драма, «El hijo prodigo» (Мадр., 1857), благодаря проискам его литературных врагов провалилась с большим шумом.
В 1884 году Аларкон издал своё литературное завещание («Historia de mis libros») и с тех пор больше не брался за перо.
На русский язык М. В. Ватсон перевела его «Повести и рассказы» (СПб., 1886).

## Экранизации
- «Треугольная шляпа» / «Il cappello a tre punte» (Италия, 1935, режиссёр Марио Камерини). По мотивам романа «Треуголка».
- Также фильм «Прекрасная мельничиха» (1955, в ролях — Софи Лорен, Марчелло Мастроянни, Витторио де Сика). Следует также упомянуть балет «Треуголка» (Де Фалья, премьера — 1919)